# Prehistòria occitana
L'Occitània és un país ric en jaciments arqueològics antics i de gran importància. Està ben demostrat que el país ja estava poblat entre el 50.000 i el 20.000 aC, tal com ho mostren les troballes fetes el 1868 a Las Eisiás de Taiac (Salardès, Guiana), datades del Paleolític superior, i a Lo Mostièr (Dordonya), però la més important és la de la cova de Cròs Manhon que pertany a l’Homo sapiens sapiens i que ha donat nom a la subespècie (cromanyó).
D'èpoques posteriors són les venus impúdiques de La Mota i l'Aujarià Bassa, així com les pintures rupestres de les coves de Las Comabrèlas, las Caus (les més importants d'Europa després de les d'Altamira, i investigades pel savi abat de Breuil) i la font de Gaume, on també s'hi trobaren estris obtinguts amb eines de percussió. També són datats pel 26.000 aC els jaciments amb estris obtinguts pel treball de fulles i punxes d'Aurinhac (Comenges, Gascunya) que donen el nom a la cultura aurinyaciana, i de Graveta (Guiana), que donen nom a la cultura gravetiana o perigordiana.
Cap al 10.000 aC aparegué la cultura mesolítica de mas d'Azil (Arieja), que correspon a un poble de pescadors i caçadors que elaboraven micròlits.
Finalment, entre el 3000 i el 2000 aC s'hi formaren les primeres cultures neolítiques de caràcter megalític al Cevenol, a Niça i a Chassey-Chalain (Las Martigas, Provença), relacionades amb les cultures megalítiques mediterrànies de Còrsega, Sardenya (els nurags) i les Balears (talaiots i navetes).